# Maurice Robert (ethnologue)
Pour les articles homonymes, voir Maurice Robert et Robert.
 (juillet 2020).
Si vous disposez d'ouvrages ou d'articles de référence ou si vous connaissez des sites web de qualité traitant du thème abordé ici, merci de compléter l'article en donnant les références utiles à sa vérifiabilité et en les liant à la section « Notes et références ».
Maurice Robert, né le 21 avril 1930 à Châlus en Haute-Vienne et mort le 8 décembre 2022 à Limoges, est un ethnologue universitaire français.
L'ensemble de son œuvre tend à la formulation de la structure, du fonctionnement et de l'évolution de la société rurale et artisanale limousine. Il a étudié aussi le comportement de croyances.

## Biographie

### Enfance
Né en 1930, Maurice Robert passe son enfance en Haute-Vienne à Châlus et Pageas dans une famille d'artisans-paysans. C'est de cette vie rurale qu'il s'enrichira de données sociologiques et ethnologiques dont il deviendra, par la suite, un spécialiste.

### Formation
Instituteur, formé aux écoles normales de Limoges et Poitiers, professeur de collège, puis attaché de recherche au Centre national de la recherche scientifique (CNRS), Maurice Robert est docteur en ethnologie, docteur ès lettres, directeur de recherche honoraire au CNRS. Consultant auprès de collectivités publiques, il est spécialisé en matière de patrimoine.

### Activités
Ethnologue du domaine français au CNRS, Maurice Robert a enseigné aux universités de Bordeaux, d'Aix-en-Provence et de Limoges. Président, puis vice-président de la Société d'ethnologie française, il fut coanimateur de l'Association française des anthropologues et de l'Association des ruralistes français, délégué régional à la recherche et à la technologie (1983-1985) et membre du Conseil économique et social régional (CESR) du Limousin.
Président-fondateur de l'association Histoire et archéologie du pays de Châlus, alias Amis de Châlus, Maurice Robert, créateur du concept de bistrot-musée, est référent du musée rural de Pageas (musée d'ethnographie et traditions) et fondateur, à Limoges, d'un bar-restaurant sans alcool et d'un service social spécialisé dans le suivi des malades alcooliques.
Président et fondateur de la Société d'ethnographie de la Marche et du Limousin (SELM), à qui a succédé la Société d'Ethnographie et  de Sauvegarde du Patrimoines Limousin (SESPaLim), passionné d'histoire locale, il peut, sous cet angle, être considéré comme le continuateur, à Châlus, de Paul Patier.
Chroniqueur au Populaire du Centre depuis 1996, Maurice Robert contribue régulièrement à la revue savante Pays du Limousin, à laquelle il apporte un angle de vue plus sociologique sur la société rurale des XIXe et XXe siècles.
Il a participé sur Radio France Limoges (1984) à l'émission collection La Mémoire d'un Âge, produite et présentée par Christian Lassala (série de 20 épisodes), consacrée à la société rurale en Limousin avec le folklore de la terre, du ciel, des eaux, les êtres fantastiques, la médecine populaire, les fêtes religieuses.
Maurice Robert a dirigé de nombreux ouvrages anthropologiques, ethnologiques et sociologiques, la plupart consacrés au Limousin, dont Approches anthropologiques des espaces : villages et pays en Limousin (Limoges, 1985) et Limousin et Limousins, image régionale et identité culturelle, préface de Robert Savy (Limoges, 1988).

## Citation
« Peu importe la graphie et même le terme « patois », le seul qu’aient connu jadis les paysans pour désigner leur langue. L’essentiel est de s’exprimer, d’écrire, de parler, c’est-à-dire de vivre sa culture. Notre parler disparaît assez vite sans que nous créions des blocages orthographiques en imposant une graphie réservée aux travaux de recherche »

## Publications
- Dictionnaire de la langue limousine, diciounàri de lo lingo limousino par Léon Dhéralde, publié et augmenté selon l'œuvre inédite de Dom L. Duclou, par Maurice Robert, SELM, Limoges, 1968
- Louis dô Limousi, petit paysan du XIXe siècle. Texte d'Andrée-Paule Fournier, illustrations de May Angeli, édition en langue limousine avec traduction français/limousin de Maurice Robert, Les albums du Père Castor, collection Enfants de la Terre, Éditions Flammarion, Paris, 1972
- Les poteries populaires et les potiers du Limousin et de la Marche, préface de Pierre Métais, Éditions Guénégaud, 1972
- Les Limousins des années 30, coll. Ethnologia, SELM, Limoges, 1990, 158p.
- Études sur la vie politique et les forces électorales en Limousin : 1871-1973 (en collaboration)
- Les maisons limousines, 152 p. avec P. Boulanger et F. Guyot
- Une ville dans son pays : Aubusson hier et aujourd'hui, Limoges
- Mémoire et identité, 672 p., Limoges, 1991
- La maison et le village en Limousin, habitat rural et communauté paysanne, 404 p., Limoges, 1993 ; rééd. 1994, 2001, 2006, 2007
- Le guide la Haute-Vienne, 276 p. Lyon, 1995
- Maisons paysannes d'Auvergne, 200p., C.A.M.A.C, Limoges, 1992
- Les mots du Limousin, 254 p., Limoges, 1997
- Haute-Vienne, éd. Bonneton, en coll.  318 p., Paris, 1997
- L'eau et la lumière, Bourganeuf, 126 p., Limoges, 1998
- Les Artisans et les métiers, Paris, Presses universitaires de France, coll. «Que sais-je ?», no 1778, 1999.  (ISBN 2 13 049501 X)
- Patrimoine de pays, 112 p., Limoges, 1999
- Le pays de Châlus, hier et aujourd'hui, Rm Consultant, janvier 2000  (ISBN 978-2951618404)
- La Haute-Vienne, séductions limousines, préface de Georges-Emmanuel Clancier, 216 p., Les 3 Épis, Brive, 2000,  (ISBN 2-912354-03-X)
- Le Paysan d'autrefois en Limousin, 126 p., Limoges, 2002
- Magie, sorcellerie et guérissage en Limousin, 298 p., Éditions Lucien Souny, Limoges, 2003  (ISBN 978-2-911551-94-9)
- La Haute-Vienne à tire-d'aile, 336 p., Issoudun, 2003
- Les Granges, en coll., 172 p., Eyrolles, Paris, 2004
- Artisans et Métiers en Limousin (photos de Desmaisons), 126 p., Éditions Lucien Souny, Limoges
- Les mots limousins du village, 308 p., Limoges, 2006, 2e volume, 2007
- Creuse, 320 p., Paris, 2007
- Pageas en Limousin, Canton de Châlus, Histoire, Patrimoine, Tradition. coll. les guides de l'Histoire et du Patrimoine des Communes de la Haute-vienne, 48 p., décembre 2007  (ISBN 2-9516184-5-X)
- Solignac en Limousin, id., 80 p., décembre 2007
- Boire un petit coup... jusqu'à la biture ? , éd. Société d’Ethnographie et de sauvegarde des patrimoines en Limousin, 182 p., Limoges, 2008
- La pomme de terre, que d'histoire(s)  (Creuse) , 150 p., 2008, Club du Livre de Fursac
- Le fils du métayer (roman), Edition Lucien Souny, 2011 réed 2018, Limoges
- Retour à la terre-Patrimoine funéraire en Limousin, Edition Maïade, 2012, Lamazière-Basse
- Limousin, corps et âme, Edition du Panthéon, 2012, Paris
- Petite histoire du Limousin, Geste Editions, 2014, La Crèche
- A Dieu ne (dé)plaise, Salves d'Espoir-Solilang, 2016, Limoges
- Magie, sorcellerie et guérissage en limousin, réed Le Puy fraud, 2017
- Le Limousin entre Abandon et Zizanie, Salves d'Espoir-Solilang, 2016, Limoges
- Histoire du Limousin, Geste, 2018, La Crèche
- Blagues, proverbes, contes et chansons en Limousin, Geste, 2019, La Crèche
- Nouveau dictionnaire français-limousin, Geste, 2020
- Ce Limousin que j'aime, Le Puy Fraud, 2021
- Madagascar 2002-2022 une transition démocratique ignorée : un exemple du débat sur le droit d'ingérence, L'harmattan, 2022
- Changer nos services publics : oui, on peut lutter contre les blocages, L'harmattan, Questions contemporaines, 2023